# Hésiodos

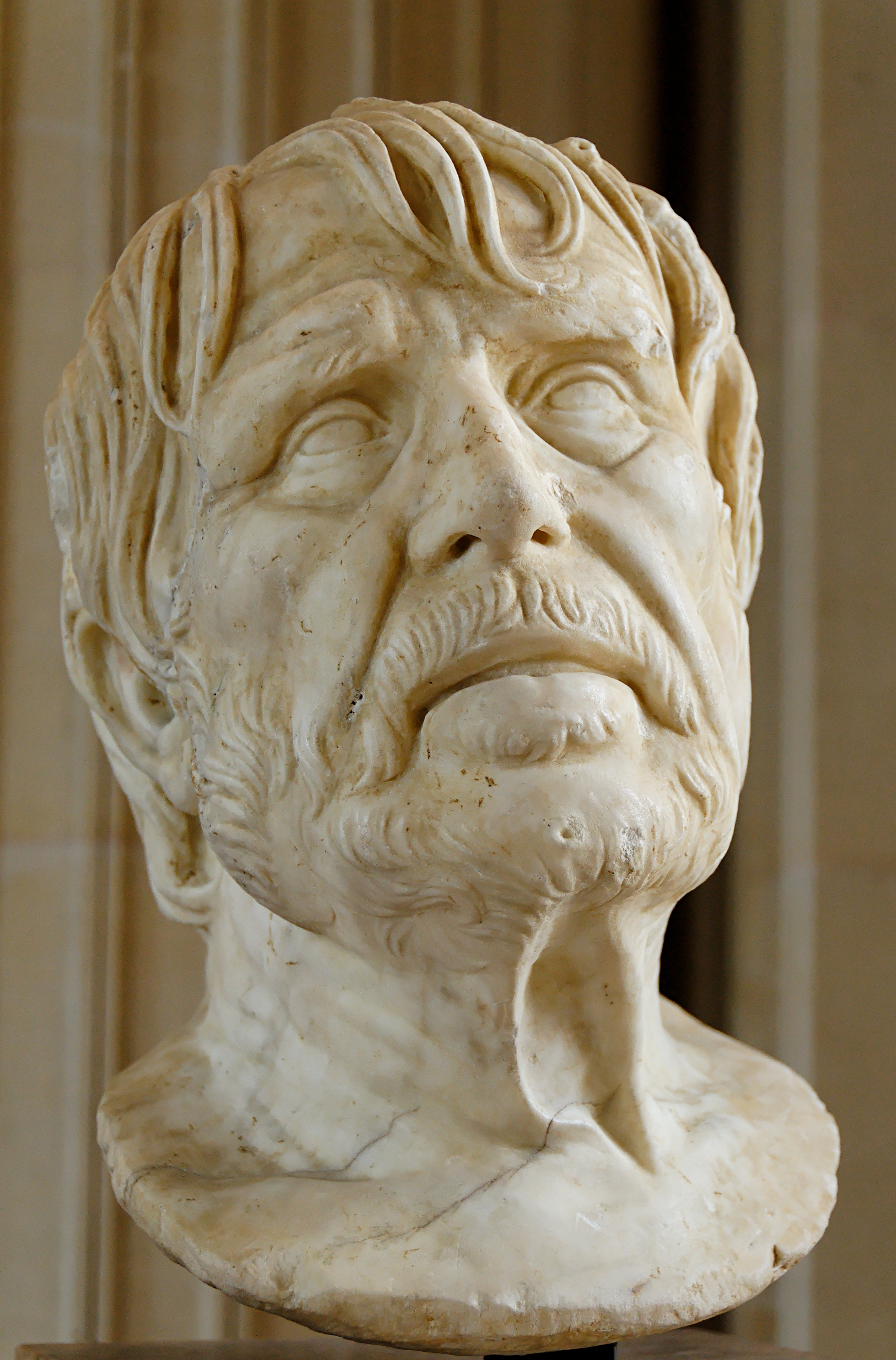
Fiktivní busta Hésiodova (Louvre, 1. stol. př. n. l.)

Hésiodos (řecky Ἡσίοδος) byl antický řecký básník a filosof, patrně mladší současník Homérův, který působil na přelomu 8. a 7. století př. n. l. Jeho hlavní díla jsou O původu bohů (Theogonia) a Práce a dni. Další díla připisována autorovi, která nejsou zachována v celku, jsou Héraklův štít, Genealogie héróů a Katalog héroin. Je po něm pojmenován na Měsíci kráter Hesiodus.

## Život
O Hésiodově životě víme velice málo, z několika nahodilých zmínek v jeho básních, o jejichž spolehlivosti však někteří badatelé pochybují. Jeho otec snad obchodoval na iónském pobřeží Malé Asie, ale zkrachoval a usídlil se v chudé vesnici Askře v Bojótii, kde si koupil malé hospodářství. Zde se oženil a měl dva syny, z nichž starší Hésiodos sice prý prohrál spor o dědictví s mladším Persem, nicméně zde jako rolník žil a psal své naučné i epické básně. Stěžuje si v nich na tvrdé zimy a nuzné živobytí: „... usadil se v bídné vísce, v Askře, kde je krušno v zimě, trudno v létě, nikdy dobře.“ Jako básník napodoboval Homéra, na rozdíl od homérské společnosti bojovníků a šlechticů však Hésiodos líčí život drobných rolníků. Už ve starověku se těšil velké oblibě a v Chalkidě v Euboii zvítězil v básnické soutěži na počest zemřelého krále. Psal převážně na starořecké polyteistické náměty, v nichž se zabýval vznikem Vesmíru, světa, bohů, lidí, atd. ...Hésiodova díla se později četla ve školách a v římské době se jimi inspiroval Vergilius k sepsání svých Georgik. Hésiodos zemřel v Askře, když se však její obyvatele museli později přestěhovat jinam, vzali prý jeho ostatky s sebou a pohřbili je v „Minyově hrobce“ v Orchomenu.

## Dílo
Z jeho díla se zachovalo:
O původu bohů (Θεογονία, Theogonia) je nejstarší soustavné podání řecké mytologie, které líčí po sobě jdoucí epochy a generace bohů (název Teogonie znamená „vznik bohů“). Dílo má přes 1000 veršů (hexametrů) a je hlavním pramenem pro studium staré řecké mytologie. Na samém počátku byl chaos (bezedná propast), z něhož se zrodili Úranos a Gaia (nebe a země). Ti měli dvanáct dětí, Titánů, z nichž nejmladší Kronos prý své děti jedl. Z manželství Krona a Rhey se pak narodili olympští bohové s Diem v čele. Už antičtí autoři počínaje Xenofantem Hésiodovi vytýkali, že bohy zpodobnil podle toho nejhoršího, co se vyskytuje mezi lidmi.
Naučná báseň Práce a dni (Ἔργα καὶ ἡμέραι) snad vznikla ve sporu s bratrem Persem o majetek a chce mu vylíčit, jak má rolník žít a pracovat. Výklad ale zasazuje do širšího rámce světového řádu a mytologie. Začíná mýty o Prométeovi a o Pandořině skříňce, který vysvětluje původ zla na světě. Následuje rozdělení minulosti do pěti věků:
1. věk zlatý
2. věk stříbrný
3. věk měděný
4. věk héroů (hrdinů) a
5. věk železný, v němž autor i čtenáři žijí.

Na svůj "železný" věk a na jeho mravy si Hésiodos trpce stěžuje, ví si však zároveň rady:
Nijak není práce k necti, zahálka však nese hanbu

Přiložíš-li ruce k dílu, lenoch závidět ti bude.

Hésiodos, Práce a dni. Praha: Svoboda 1950, str. 59.

V dalším textu následuje sbírka praktických rad pro rolníky, uspořádaná podle kalendáře: kdy se co a jak má dělat. Následují i rady pro plavbu po moři a nakonec různá spíše magická pravidla, čemu se má člověk vyhýbat.
Jen ve zlomcích se zachoval Katalog héroin a Hésiodovi se dále připisovaly i spisy "Štít" (Ασπις), "Seznam žen" (καταλογος γυναικων) a některé další, o nichž se ale dnes soudí, že je spíše složil někdo z jeho pokračovatelů.
Básnické dílo Genealogie héroů se zaobírá uspořádáním všech řeckých hrdinů a polobohů v seznamu a rodokmenu.

## Podoba
O římské bustě, zachované v několika kopiích z 1. století př. n. l. (viz obrázek nahoře), se dříve soudilo, že je to portrét Senecův. Většina současných badatelů ji však pokládá za fiktivní podobiznu Hésiodovu.

## Odkazy

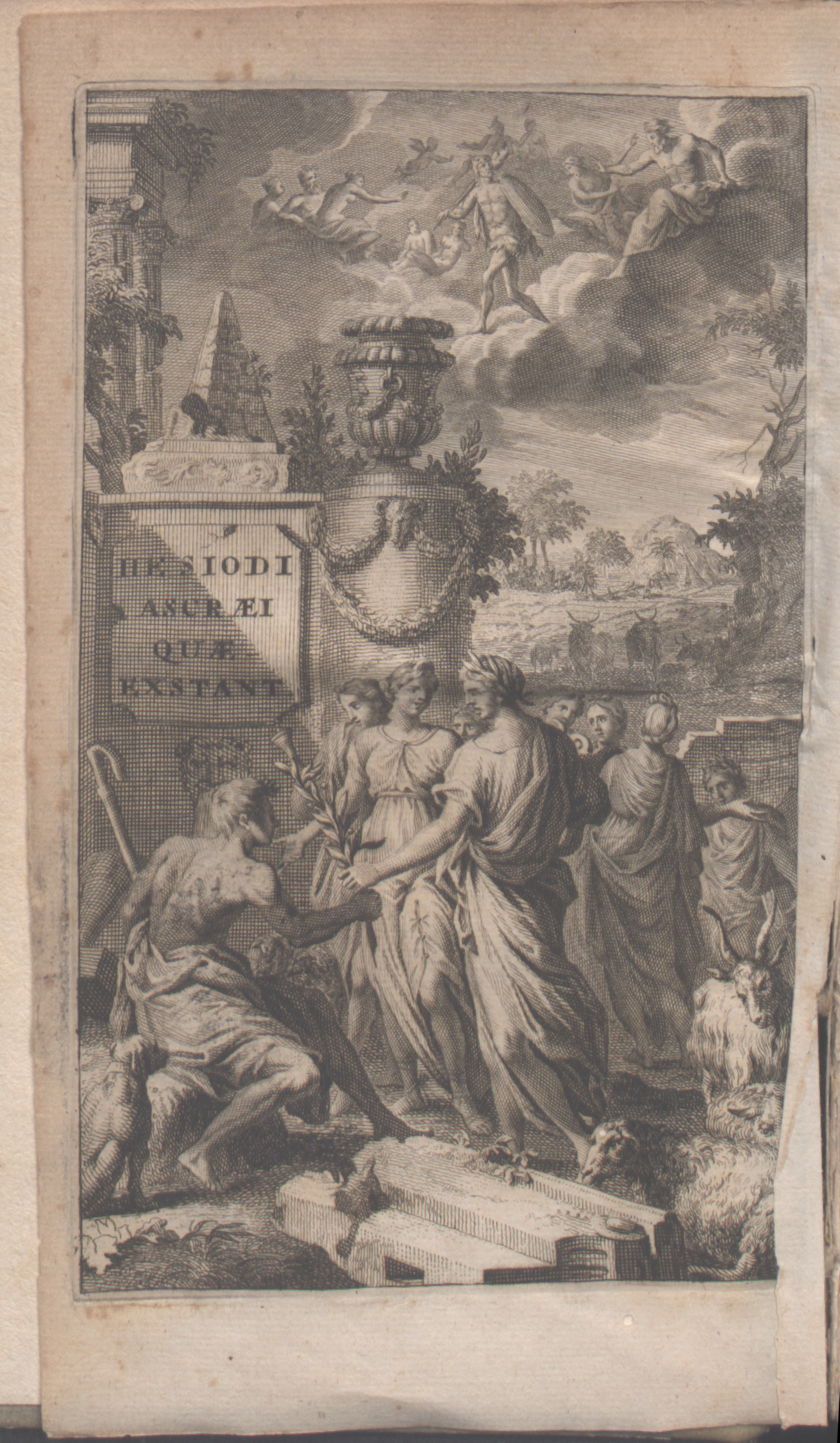
Hesiodus Ascraeus, soubor zachovaných spisů, 1701